# Abertzaleen Batasuna
Abertzaleen Batasuna (AB) (en français : Union des patriotes) est un parti politique nationaliste du Pays basque français ou nord, Iparralde.  
Il travaille à la reconnaissance du Pays basque dans son ensemble (provinces du nord et du sud, actuellement séparés entre les États français et espagnol) au sein d'une Europe fondée sur une fédération de peuples et non d'États-nations. 

## Présentation
Fondé en 1988, entre autres axes de travail, il œuvre à l'obtention d'une première reconnaissance institutionnelle du Pays basque nord, notamment la création d'un département Pays basque puisqu'il s'agit d'une revendication majoritaire au sein de la population de la partie basque des Pyrénées-Atlantiques.
Après les accords de Lizarra-Garazi, en 2001, la majorité de ses membres ont condamné la violence comme 
moyen de lutte pour l'indépendance basque, alors que les dissidents du parti ont fondé Batasuna.
Aujourd'hui Abertzaleen Batasuna reste un parti de gauche, opposé à la stratégie armée qui a une centaine d'élus dans les municipalités du Pays basque nord et qui compte une douzaine de maires et un conseiller général (Alain Iriart, canton de Saint-Pierre-d'Irube). Parmi ses leaders on recense également Jakes Abeberry, Jakes Bortayrou et Txetx Etcheverry. 
À partir des élections législatives de juin 2007, il s'est présenté en coalition avec deux autres formations abetzale sous le nom de « Euskal Herria Bai » (Oui au Pays basque), (Abertzaleen Batasuna, Eusko Alkartasuna et Batasuna) et a amélioré ses résultats, autour de 9 % des votes exprimés, avec une progression sensible sur la Côte Basque.
En juin 2009, Abertzaleen Batasuna a activement soutenu la liste d'Europe Écologie menée par José Bové et sur laquelle figurait une représentante d'AB. « Voter Europe Écologie, c'est voter Abertzale ! ».
En mars 2015, les candidats d'Euskal Herria Bai recueillent, dans les douze nouveaux cantons de la partie basque des Pyrénées-Atlantiques, un total de 17 779 voix au premier tour des élections départementales, ce qui représente 16,09 % des suffrages exprimés.[réf. nécessaire]